# René Aerts
René Alfons Aerts (Anversa, 3 gennaio 1937) è un ex cestista e allenatore di pallacanestro belga.

## Carriera
Con il Belgio ha disputato quattro edizioni dei Campionati europei (1959, 1961, 1963, 1967).

## Palmarès

### Giocatore
- Campionato belga: 6

Antwerpse: 1955-56, 1958-59, 1959-60, 1960-61, 1961-62
Standard Liegi: 1967-68
- Coppa del Belgio: 3

Antwerpse: 1961
Standard Liegi: 1963, 1969